# Abraham Van Helsing
Pour les articles homonymes, voir Van Helsing.
 (septembre 2018).
Si vous disposez d'ouvrages ou d'articles de référence ou si vous connaissez des sites web de qualité traitant du thème abordé ici, merci de compléter l'article en donnant les références utiles à sa vérifiabilité et en les liant à la section « Notes et références ».
Le professeur Abraham Van Helsing est un personnage de fiction créé par Bram Stoker dans le roman Dracula en 1897 connu comme chasseur de vampires.

## Biographie fictive
Abraham Van Helsing naît aux Pays-Bas. Il fait des études qui lui permettent d'obtenir des diplômes de haut niveau, comme l'attestent les abréviations qui, sur les lettres, précèdent son nom : M.D., D.Ph., D.Litt., etc. Il fut également le professeur du docteur John Seward, qui joue également un rôle important dans son combat contre Dracula.
C'est d'ailleurs à la suite d'un appel à l'aide de son ami et ex-élève que Van Helsing découvre l'existence des vampires en traitant le cas de Lucy Westenra, l'objet de l'affection (malheureusement non réciproque) du docteur Seward.

## Description

### Physique
Le docteur Van Helsing est un homme de taille moyenne, bâti en force, il a de larges épaules, ainsi qu'une poitrine puissante. La forme de son visage ainsi que son allure montrent de lui un personnage débordant d'énergie, et de vitalité. Son visage est rasé de près, et présente un menton dur et carré. Il a une grande bouche, ainsi qu'un nez assez droit mais avec des narines sensibles. Il a également des sourcils broussailleux. Le front haut et harmonieux, le pigment de ses cheveux est roux. Il a des grands yeux bleu sombre assez écartés l'un de l'autre.  

### Personnalité
Van Helsing est un médecin et un homme de loi. C'est d'ailleurs par le biais de sa première profession qu'il vient à découvrir l'existence des vampires, alors qu'il tente de sauver Lucy Westenra.
Van Helsing est un homme au caractère fort et résolu. Ses décisions, une fois prises, sont généralement sans appel, ce qui ne l'empêche néanmoins pas de faire preuve de compréhension envers les appréhensions de ses compagnons quant à ses plans. Il est décrit par Bram Stoker comme ayant « des nerfs d'acier » qui lui seront d'ailleurs nécessaires pour venir au bout de sa terrible mission. C'est également un homme manifestant une grande ouverture d'esprit et une foi en Dieu quasi inébranlable. C'est un homme possédant un charisme certain, sans doute dû à sa grande sagesse. Grâce à sa personnalité exceptionnelle, il s'agit du leader du petit groupe constitué de Jonathan Harker, de Wilhelmina Harker (bien qu'elle soit quelque peu tenue à l'écart), du Docteur Seward, de Lord Godalming et de Mr. Morris, cherchant à détruire le comte Dracula.

## Création du personnage
Originellement conçu par Stoker comme un professeur d'histoire allemand nommé Max Windshoeffel, le personnage paraît avoir été inspiré par l'orientaliste Arminius Vambery, qui fournit probablement à l'auteur de la documentation sur les mythes et légendes d'Europe centrale.
Une allusion y est faite au chapitre 23 du roman, où Van Helsing évoque :

« mon ami Arminius, de l'Université de Buda-Pesth. »

### À propos du nom
Helsing est l'anagramme de English.
Il porte le même prénom que son créateur, né Abraham Stoker, ainsi que de son père Abraham Stoker sr. (1799–1876), autre modèle possible du personnage.
Pour être exact, le personnage de Cushing dans les films de la Hammer était nommé J. Van Helsing, comme on pouvait le lire dans Les Maîtresses de Dracula.

## Œuvres où le personnage apparaît

### Cinéma
- Dracula (Tod Browning, 1931) avec Edward Van Sloan
- La Fille de Dracula (Lambert Hillyer, 1936) avec Edward Van Sloan
- Le Cauchemar de Dracula (Terence Fisher, 1958) avec Peter Cushing
- Les Maîtresses de Dracula (Terence Fisher, 1960) avec Peter Cushing
- Dracula 73 (Alan Gibson, 1972) avec Peter Cushing
- Dracula et ses femmes vampires (1973) avec Nigel Davenport
- Dracula (1979) avec Laurence Olivier
- Nosferatu, fantôme de la nuit (Werner Herzog, 1979) avec Walter Ladengast
- Le Vampire de ces dames (1979) avec Richard Benjamin
- Sundown : La Guerre des vampires (en) (1989) avec Bruce Campbell
- Dracula (Bram Stoker's Dracula, Francis Ford Coppola, 1992) avec Anthony Hopkins
- Dracula, mort et heureux de l'être (Dracula: Dead and Loving it, Mel Brooks, 1995) avec Mel Brooks
- Dracula 2001 (Dracula 2000, Patrick Lussier, 2000) avec Christopher Plummer
- Van Helsing (Stephen Sommers, 2004), avec Hugh Jackman[2]
- Dracula (Dario Argento, 2012) avec Rutger Hauer
- Hôtel Transylvanie 3 qui met en scène Van Helsing et sa descendante, dont Dracula tombe amoureux.
- Nosferatu (Robert Eggers, 2024) inclut une version du personnage rebaptisée Albin Eberhart von Franz (incarné par Willem Dafoe)

### Télévision
- Les Contes de la crypte, épisode 7 : Un vampire récalcitrant, 1991 (Elliot Silverstein, 1991)
- Dracula 3000, 2004 (Darrell Roodt)
- Dracula (David Suchet, 2006)
- Van Helsing : Mission à Londres, court métrage d'animation avec la voix de Hugh Jackman, 2004
- Demons, série télévisée anglaise suivant les traces du dernier descendant de Van Helsing, 2009
- Dracula, série télévisée américaine avec Thomas Kretschmann dans le rôle, 2013
- Penny Dreadful, série télévisée américaine avec David Warner dans le rôle, 2014. Dans cette version, il est présenté comme hématologue.
- Van Helsing, série télévisée américaine mettant en scène l'arrière arrière petite-fille de Van Helsing, 2016
- Les Héritiers de la nuit (Heirs of the Night), sérié télévisée norvégienne créée par Diederik van Rooijen avec Benja Bruijning dans le rôle, 2019
- What We Do in the Shadows, série télévisée en 2019, mettant en scène un descendant de Van Helsing interprété par Harvey Guillén
- Dracula, mini-série sortie par Netflix en 2020, mettant en scène une version femme de Van Helsing nommée Agatha

### Livres
- Dracula de Bram Stoker.
- Dracula l'immortel de Dacre Stoker et Ian Holt
- Traité de Vampirologie, texte apocryphe sans date attribué à Abraham Van Helsing, Édouard Brasey, Le Pré aux Clercs, 2009.
- Le Mystère Van Helsing de Gérard Dôle.
- L'Anniversaire de Dracula, texte théâtrale de J.M.R. Gustave

### Chansons
- Van Helsing (David TMX) sur l'album La face cachée de ma plume.
- Dr Van Helsing (Hugo Kant)

### Jeux vidéo
- Dracula's Revenge (Oric, 1983)
- Van Helsing (Gba, PS2, Xbox, 2004)
- The Incredible Adventures of Van Helsing (PC, Xbox One, Xbox 360, 2013)
- The Incredible Adventures of Van Helsing II (PC, Xbox One, 2014)
- The Incredible Adventures of Van Helsing III (PC, 2015)
- The Incredible Adventures of Van Helsing : Final Cut (PC, 2015)
- Spelunky 2 (PC, PS4, Xbox One, Switch, 2020)